# 圣弗朗西斯科-迪阿西斯
圣弗朗西斯科-迪阿西斯是巴西南大河州的一个市镇。总面积2508.454平方公里，总人口19523人，人口密度7.8人/平方公里。